# Dasypogon occlusus
Dasypogon occlusus là một loài ruồi trong họ Asilidae. Dasypogon occlusus được Meijere miêu tả năm 1906. Loài này phân bố ở miền Australasia.